# Système de contrôle de tir de canons de navire
 (juin 2022).
La mise en forme du texte ne suit pas les recommandations de Wikipédia : il faut le « wikifier ».
Les points d'amélioration suivants sont les cas les plus fréquents. Le détail des points à revoir est peut-être précisé sur la page de discussion.
- Les titres sont pré-formatés par le logiciel. Ils ne sont ni en capitales, ni en gras.
- Le texte ne doit pas être écrit en capitales (les noms de famille non plus), ni en gras, ni en italique, ni en « petit »…
- Le gras n'est utilisé que pour surligner le titre de l'article dans l'introduction, une seule fois.
- L'italique est rarement utilisé : mots en langue étrangère, titres d'œuvres, noms de bateaux, etc.
- Les citations ne sont pas en italique mais en corps de texte normal. Elles sont entourées par des guillemets français : « et ».
- Les listes à puces sont à éviter, des paragraphes rédigés étant largement préférés. Les tableaux sont à réserver à la présentation de données structurées (résultats, etc.).
- Les appels de note de bas de page (petits chiffres en exposant, introduits par l'outil «  Source ») sont à placer entre la fin de phrase et le point final[comme ça].
- Les liens internes (vers d'autres articles de Wikipédia) sont à choisir avec parcimonie. Créez des liens vers des articles approfondissant le sujet. Les termes génériques sans rapport avec le sujet sont à éviter, ainsi que les répétitions de liens vers un même terme.
- Les liens externes sont à placer uniquement dans une section « Liens externes », à la fin de l'article. Ces liens sont à choisir avec parcimonie suivant les règles définies. Si un lien sert de source à l'article, son insertion dans le texte est à faire par les notes de bas de page.
- La présentation des références doit suivre les conventions bibliographiques. Il est recommandé d'utiliser les modèles {{Ouvrage}}, {{Chapitre}}, {{Article}}, {{Lien web}} et/ou {{Bibliographie}}. Le mode d'édition visuel peut mettre en forme automatiquement les références.
- Insérer une infobox (cadre d'informations à droite) n'est pas obligatoire pour parachever la mise en page.

Pour une aide détaillée, merci de consulter Aide:Wikification.
Si vous pensez que ces points ont été résolus, vous pouvez retirer ce bandeau et améliorer la mise en forme d'un autre article.

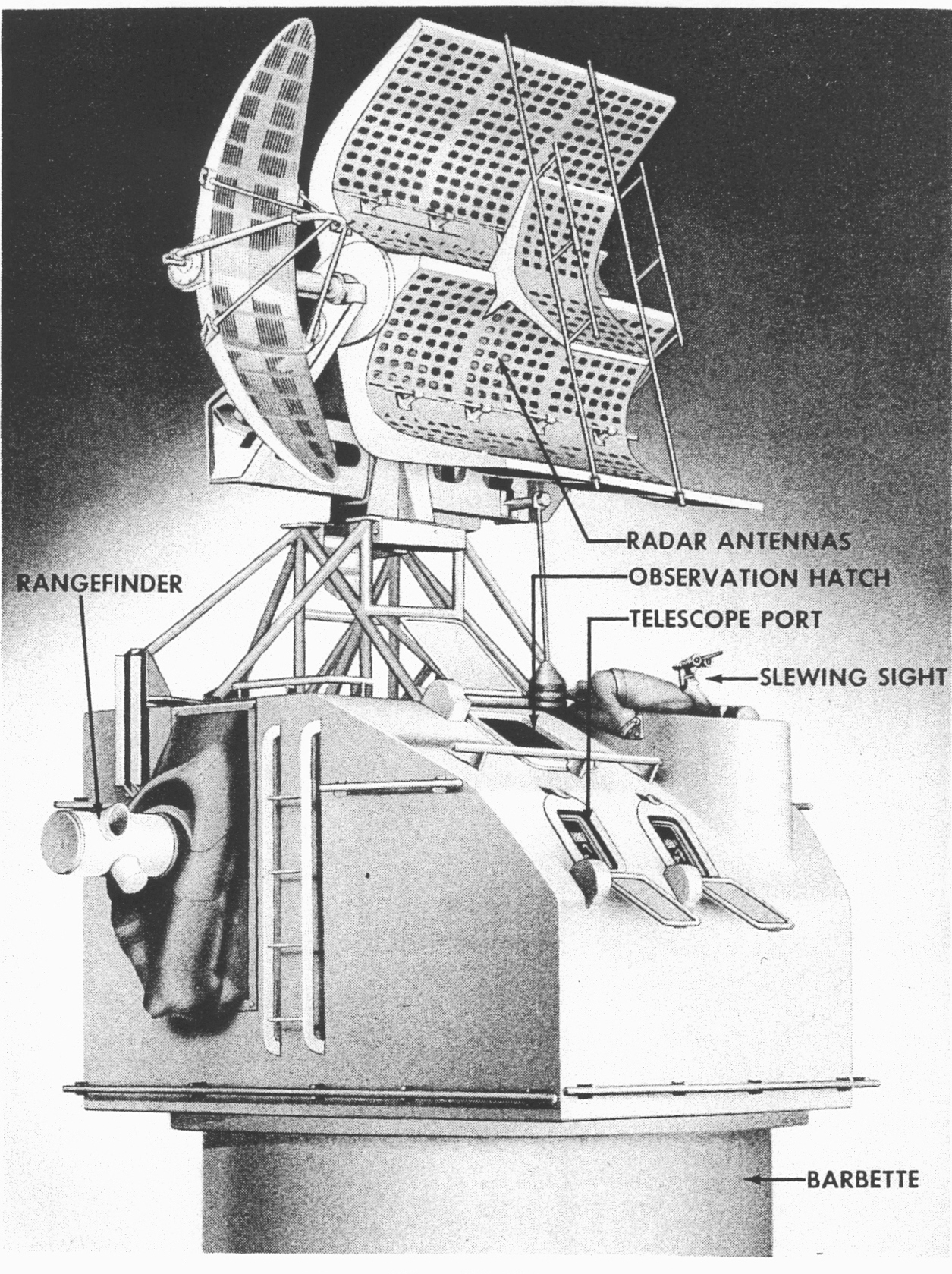
Directeur de tir Mark 37 (approx. 1944) avec antenne rectangulaire Mark 12 et « orange peel » (« peau d'orange ») Mark 22

Les systèmes de contrôle de tir de canons de navires (Ship gun fire-control system, GFCS) sont des systèmes de contrôle de tir analogiques qui étaient utilisés à bord des navires de guerre avant les systèmes informatisés électroniques modernes, pour contrôler la visée des canons sur des navires de surface, des aéronefs ou des cibles côtières, par le biais d'un système optique ou d'un radar.
Le système de contrôle de tir d'un canon est constitué d'un directeur de tir (manuel, radar ou par caméra), d'un ordinateur de tir, d'un stabilisateur ou gyroscope, et d'une chambre de tir.

## Histoire des systèmes de contrôle de tir analogiques
Le contrôle de tir naval est très similaire à celui des canons terrestres, mais sans distinguer clairement entre le tir direct et indirect. L'objectif est de contrôler simultanément plusieurs canons de même type situés sur une même plateforme, alors que tant les canons que la cible se déplacent.
Bien qu'un navire roule et tangue plus lentement qu'un char d'assaut, la stabilisation gyroscopique est nécessaire. Le contrôle de tir des canons de navire peut se faire jusqu'à trois niveaux hiérarchiques :
- Le contrôle local, qui est le système le plus primitif, et consiste simplement en le fait que l'équipage de chaque canon l'oriente indépendamment ;
- Le système de directeur de contrôle de tir a été utilisé pour la première fois dans la conception des cuirassés de la Royal Navy en 1912. Tous les canons d'un même navire étaient orientés depuis une position centrale, placée aussi haut que possible au-dessus du pont. Le directeur de tir est alors devenu une caractéristique de conception des cuirassés, notamment japonais, menant au développement d'une superstructure « en mât de pagode » visant à élever autant que possible au-dessus du niveau de la mer le directeur de tir, lui permettant une visibilité maximale. Un officier de conduite de tir était ensuite chargé d'ordonner les salves pour chaque canon, en leur communiquant les élévations et angles à adopter.
- Les tirs coordonnés d'une formation de navires sur une seule cible fonctionnait de façon similaire, mais à l'échelle de plusieurs navires, et était un élément central des stratégies navales de l'époque des cuirassés. Un officier sur le vaisseau amiral communiquait les informations sur la cible aux autres navires de la formation. Cette coordination était nécessaire pour exploiter l'avantage tactique lorsqu'une flotte réussissait à franchir le T de la flotte ennemie, en concentrant les tirs sur le navire de tête ennemi pour le couler ou l'incapacité aussi rapidement que possible. Cependant, le volume important de tirs sur le navire ciblé génère énormément d'éclaboussures pouvant cacher la cible, rendant la visée progressivement plus complexe.

Des corrections doivent être apportées à la visée, en fonction de la vitesse du vent, du roulis et au tangage du navire qui tire, de la température du magasin de poudre, de projectiles rayés ou dérivant ou encore du diamètre d'alésage du canon individuel ajusté en fonction de son élargissement d'un coup à l'autre. Les données sont corrigées entre chaque tir, en fonction des observations des tirs précédents, afin de compenser les erreurs. Des systèmes de contrôle de tir plus sophistiqués prennent en compte davantage de ces facteurs plutôt que de s'appuyer sur une simple correction du point d'impact du tir précédent observé. Des munitions traçantes de couleurs différentes étaient parfois inclus avec de gros obus afin que chaque canon, ou chaque navire d'une formation puisse identifier la trajectoire de leurs propres tirs et les corriger. Remplacés ensuite par des ordinateurs, les premiers calculs d'angles et de trajectoire se faisaient alors à la main.

### Système de contrôle de tirs de l'ère pré-dreadnought
La Royal Navy envisageait notamment l'hypothèse d'un seul directeur de tir, permettant de centraliser les salves - mais il n'était toujours pas implanté en 1904. Considérant la Russie comme un adversaire potentiel dans le conflit en Asie, le commandement britannique prit la décision d'envoyer le commandant Walter Hugh Thring  de la Navy Gunnery Division, détenteur d'un prototype de Dumaresq au Japon pendant la guerre russo-japonaise, un calculateur mobile analogique, dédié à l'assistance au contrôle de tir. Sa mission était de guider et de former le personnel d'artillerie de la marine japonaise aux derniers développements technologiques.

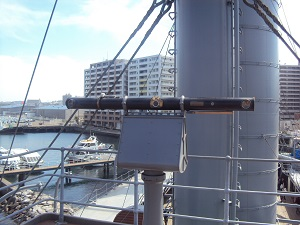
Télémètre Barr & Stroud de 1,50 m, exposé à bord du Mikasa, Yokosuka, Japon

Au cours de la bataille de la mer Jaune du 10 août 1904 contre la flotte russe du Pacifique, si le cuirassé Asahi (de construction britannique) et son navire jumeau, le vaisseau amiral de la flotte Mikasa, étaient équipés des derniers télémètres Barr et Stroud, les navires n'étaient pas conçus pour une visée et un tir coordonnés. L'officier en chef de l'artillerie de l'Asahi, Hiroharu Kato (qui deviendra plus tard commandant de la flotte combinée), mis en place le premier système directeur de tir, reliant par des tubes acoustiques ou des lignes téléphoniques les observateurs en haut du mât à lui-même, positionné sur le pont, qui effectuait les calculs de portée et de déviation, et de sa position au différents canons principaux du navire.
Une fois la salve tirée de manière semi-synchronisée, par ordre vocal de sa part, les membres d'équipage situés en haut des mâts calculaient à l'aide d'un chronomètre les trajectoires des tirs, et pouvaient transmettre au commandant des ordres de correction pour l'ensemble du navire. Sans système centralisé, ces derniers devaient identifier chaque obus séparément, afin de donner des corrections séparées à chaque canon. Kato souhaitait également que les tirs se fassent de façon constante à un moment précis selon le roulage et le tangage du navire, afin de simplifier les corrections faites indépendamment par chaque tourelle en fonction de son horizon artificiel.
Lorsque la flotte Japonaise détruisit la flotte de la Baltique dans la bataille de Tsushima, les 27 et 28 mai 1905, le système de Kato avait été adopté par l'ensemble des navires japonais.

### Le contrôle de tir central durant la Première Guerre mondiale
Les systèmes centralisés de contrôle de tir furent développés pour la première fois lors de la Première Guerre mondiale. Le contrôle local était alors la norme jusque là - et est demeuré en vigueur sur les plus petits navires pendant la Seconde Guerre mondiale. Tirant conséquences des observations faites de la bataille de Tsushima faites par l'observateur britannique à bord d' Asahi, le capitaine Pakenham (plus tard amiral), qui avait observé directement le fonctionnement du système Kato, le fonctionnement du HMS Dreadnought et des cuirassés suivants furent adaptés pour adopter à cette méthode. À compter de la généralisation de ce concept, les navires capitaux furent basés sur un modèle à quelques canons de même taille, alignés en tourelles, ce qui simplifiait les communications et la transmission des signaux. L'ordre de tir se faisait désormais centralement via un système de déclenchement électrique plutôt que par la voix, permettant une salve synchronisée.
Le Royaume-Uni conçut son premier système centralisé analogique peu avant la Première Guerre Mondiale, développé par le Commandant Frederic Charles Drayer. Il permettait de calculer la distance à la cible afin que son taux d'évolution en fonction du mouvement relatif des deux navires l'un par rapport aux autres. Son système demeura en service jusqu'à la période de l'Entre-deux Guerres, avant d'être remplacé par la Table de Contrôle de Tir de l'Amirauté (AFCT).
L'utilisation des systèmes de direction centrale permit de faire basculer le contrôle de chaque canon de l'intérieur des tourelles à une position centrale - les tourelles pouvaient cependant regagner un contrôle indépendant en cas de dégâts causés au navire empêchant le contrôle central. Les canons tiraient alors en salves organisées, chacun avec une trajectoire légèrement différentes. Les distance typiques d'engagement dans un combat naval rendant toute variation à la bouche, même minime, extrêmement importante à longue portée, la position d'un directeur de tir, posté en hauteur au-dessus du navire, lui permettait d'avoir une meilleure perception des tirs que les opérateurs des canons, devant subir les sons et ondes de choc des canons.

### Contrôle de tir analogique par ordinateur
Des facteurs balistiques non mesurés et incontrôlables tels que la température à haute altitude, l'humidité, la pression barométrique, la direction et la vitesse du vent rendaient nécessaire un ajustement final par l'observation de la chute du tir. La mesure visuelle de la portée de tir (grâce aux éclaboussures et explosions d'obus) était difficile avant la généralisation du radar. Les Britanniques privilégiaient les télémètres à coïncidence tandis que les Allemands et l'US Navy, ceux de type stéréoscopique. Les premiers étaient moins capables de mesurer les distances sur une cible indistincte mais plus aisés à utiliser sur une longue période de temps (et vice-versa).
Pendant la bataille du Jutland, alors que certains pensaient que les Britanniques disposaient du meilleur système de conduite de tir au monde à l'époque, seuls 3 % de leurs tirs ont effectivement atteint leurs cibles. À cette époque, les Britanniques utilisaient principalement un système de contrôle de tir manuel. Cette expérience a contribué à la généralisation des télémètres analogues.
Le premier exemple d'un télémètre de ce type par l'US Navy se fit sur l' USS Texas en 1916, avec une technologie encore rudimentaire. Ainsi, durant la Première Guerre mondiale, s'ils généraient automatiquement les angles nécessaires, les marins devaient suivre manuellement leurs instructions. Cette tâche s'appelait « suivre le pointeur » ; cependant, les équipages avaient tendance à commettre des erreurs d'inadvertance dus à la fatigue, lorsque les combats tendaient à s'éterniser. Durant la Seconde Guerre mondiale, des servomécanismes furent développés, permettant aux canons de se diriger automatiquement vers la zone ciblée par le télémètre de direction de tir. Les ordinateurs Mark 1 et Mark 1A contenaient environ 20 servomécanismes, principalement des servomoteurs de position, pour minimiser la charge de couple sur les mécanismes de calcul.

### Radar et Seconde Guerre mondiale
L'incorporation du radar dans le système de contrôle de tir au début de la Seconde Guerre mondiale permit aux navires de se détacher de la nécessité d'une vision optique directe avec la cible, leur permettant de cibler efficacement des bâtiments adverses, y compris par visibilité réduite, notamment en cas de mauvais temps, ou de combat nocturne.
Dans un navire britannique typique de la Seconde Guerre mondiale, le système de contrôle de tir connectait les tourelles de canon individuelles à la tour directrice (où se trouvaient les instruments de télémétrie) et à l'ordinateur analogique situé au cœur du navire. Dans la tour directrice, les opérateurs pointaient deux télescopes sur la cible : l'un télescope mesurait l'élévation, et l'autre l'angle à adopter par les canons. Des télescopes télémétriques, montés séparément, mesuraient la distance à la cible. Ces mesures étaient ensuite converties par la table de contrôle de tir en angles et élévations de tir pour chaque canon. Dans les tourelles, les opérateurs ajustaient leurs canons pour correspondre aux instructions transmises. Une fois les canons ajustés, la commande de tir était donnée centralement, depuis la salle de contrôle.
Contrairement au système assisté par radar américain, les navires japonais déterminaient les angles de tir en se basant sur la moyenne de plusieurs télémètres optiques, mais manquaient de gyroscopes, et nécessitaient une manipulation manuelle des suivis des télémètres ainsi que les canons eux-mêmes. Cette technologie, moins avancée que les systèmes américains, a pu jouer un rôle dans les défaites des cuirassés de la flotte principale japonaise lors de la bataille de Samar en octobre 1944.
Lors de ce combat, plusieurs destroyers américains, opposés aux plus grands cuirassés et croiseurs lourds japonais, purent se rapprocher en esquivant de leurs cibles suffisamment pour être à portée de torpilles, tout en les touchant fréquemment avec des obus de 127mm. Les croiseurs japonais, eux, ne touchèrent les porte-avions d'escorte qu'après qu'une heure de poursuite ait réduit la portée à 8 km environ. Bien que les Japonais aient poursuivi une doctrine visant à dominer les engagements à longue portée, un des croiseur fut victime d'explosions secondaires causées par les coups des canons de 127 mm des porte-avions. La bataille du golfe de Leyte, un peu plus tôt, avait déjà établi la nette supériorité des systèmes assistés par radar américains la nuit.
Le fonctionnement de la prédiction par télémètre pouvaient être utilisées pour au détriment des navires les utilisant. Par exemple, de nombreux capitaines, lorsque leur bâtiment était visés par des tirs à longue distance, manœuvraient de façon à « chasser les salves ». Cette technique consistait à diriger par des virages abruptes le navire jusqu'à la position des dernières éclaboussures des tirs adverses. Les télémètres prédisant constamment de nouvelles positions pour le navire ciblé, il était peu probable que les salves suivantes atterrissent au même endroit la position de la précédente. La direction du virage n'avait pas d'importance, du moment qu'elle n'est pas prédite par le système ennemi. Étant donné que le but de la prochaine salve dépend de l'observation de la position et de la vitesse au moment où la salve précédente frappe, c'est le moment optimal pour changer de direction. Ainsi, en pratique, les télémètres devaient partir du principe que les cibles se déplaçaient en ligne droite à une vitesse constante, pour maintenir la complexité des calculs sous des limites acceptables.
Seules les marines britanniques et américaines développèrent durant la Seconde Guerre Mondiale un contrôle de tir fondé sur le radar « à l'aveugle », c'est-à-dire sans qu'il soit nécessaire d'obtenir un contact visuel avec le navire adverse. Aucune des puissances de l'Axe n'avait développé cette capacité. Par ce biais, certaines classes de cuirassés, telles que l'Iowa ou le Dakota du Sud pouvaient tirer des obus au-dessus de l'horizon visuel, dans l'obscurité, à travers la fumée ou les intempéries. Les systèmes américains, comme la plupart des grandes marines contemporaines, disposaient de nombreux stabilisateurs gyroscopiques, permettant de maintenir les canons sur une cible même pendant les manœuvres. Au début de la Seconde Guerre mondiale, les navires de guerre britanniques, allemands et américains pouvaient à la fois tirer et manœuvrer, grâce à des d'ordinateurs de contrôle de tir analogiques sophistiqués qui prenaient en compte différentes données gyroscopiques. Lors de la bataille du cap Matapan, la flotte méditerranéenne britannique utilisant un radar pu tendre une embuscade et décimer la flotte italienne, bien que la visée se soit faite notamment grâce à des obus éclairants. Lors de la bataille navale de Guadalcanal, qui eut lieu dans l'obscurité totale, l'USS Washington pu infliger des dégâts importants à courte portée au cuirassé japonais Kirishima, en utilisant une combinaison de contrôle de tir optique et radar : des comparaisons entre le suivi optique et radar, pendant la bataille, permirent de démontrer que le suivi radar correspondait au suivi optique en termes de précision, tandis que les portées radar étaient utilisées tout au long de la bataille.
Les télémètres analogiques virent leurs derniers combats lors de la Guerre du Golfe en 1991 lorsque les cuirassés de classe Iowa tirèrent leurs derniers coups de canon.